# داني ينسن
داني ينسن (بالدنماركية: Danni Jensen)‏ هو لاعب كرة قدم دنماركي، ولد في 10 يونيو 1989 في Høje-Taastrup Municipality ‏ في الدنمارك. شارك مع منتخب الدنمارك تحت 17 سنة لكرة القدم ومنتخب الدنمارك لكرة القدم. أما مع النوادي، فقد لعب مع نادي كوبنهاغن.

## وصلات خارجية
- داني جنسن على موقع قاعدة بيانات كرة القدم.إي يو (الإنجليزية)